# بطولة إفريقيا للكرة الطائرة للرجال 1976
بطولة أفريقيا للكرة الطائرة للرجال 1976هي الدورة ال3 من البطولة، نظمت في 1976 في تونس العاصمة (تونس). تجمع نهائياتها أفضل 8 فرق أفريقية في كرة طائرة.
فاز منتخب مصر لكرة الطائرة بهذه الدورة.

## المنتخبات المشاركة
- تونس (فريقين)
- مصر
- المغرب
- الكونغو
- ساحل العاج
- مدغشقر
- السنغال

## الترتيب النهائي
| المركز                 | المنتخب    |
| ---------------------- | ---------- |
| ميدالية ذهبية, إفريقيا | مصر        |
| ميدالية فضية, إفريقيا  | تونس       |
|                        | المغرب     |
| 4                      | السنغال    |
| 5                      | مدغشقر     |
| 6                      | ساحل العاج |
| 7                      | تونس       |
| 8                      | الكونغو    |